# Iridia Salazar
Iridia Salazar (n. 14 iunie 1982, Ciudad de México, Mexic) este o sportivă ce a reprezentat Mexic, medaliată olimpică. A participat la o ediție a Jocurilor Olimpice (2004) în care a câștigat o medalie de bronz.